# Arrondissement de Dithmarse
 (juillet 2016).
Si vous disposez d'ouvrages ou d'articles de référence ou si vous connaissez des sites web de qualité traitant du thème abordé ici, merci de compléter l'article en donnant les références utiles à sa vérifiabilité et en les liant à la section « Notes et références ».
L'arrondissement de Dithmarse (en allemand : Kreis Dithmarschen) est une subdivision du Schleswig-Holstein en Allemagne. Son chef-lieu est Heide.

## Géographie
Il est situé entre la mer du Nord, l'Eider, l'Elbe et le canal de Kiel. Dans sa partie côtière donnant sur la mer du Nord, la Dithmarse consiste en un marais, tandis qu'à l'intérieur du pays on trouve la Geest. Les villes les plus importantes sont Heide (Holstein), Meldorf avec sa cathédrale la « Dithmarscher Dom » Sankt-Johannis-Kirche, Brunsbüttel, Burg (Dithmarschen), Marne, Wesselburen et les sites touristiques de Büsum et Friedrichskoog.

## Histoire
La Dithmarse constitue une entité géographique et politique depuis le Moyen Âge. La Dithmarse demeure jusqu'en 1559 une libre république d'agriculteurs (en allemand : Bauernrepublik).

## Administration
Le Kreis Dithmarschen regroupe depuis la réforme administrative en 1970 les anciens kreis de Norderdithmarschen (Dithmarse du Nord) et de Süderdithmarschen (Dithmarse du Sud). Depuis lors, Heide est la capitale de l’arrondissement.

## Villes, communes et communautés d'administration

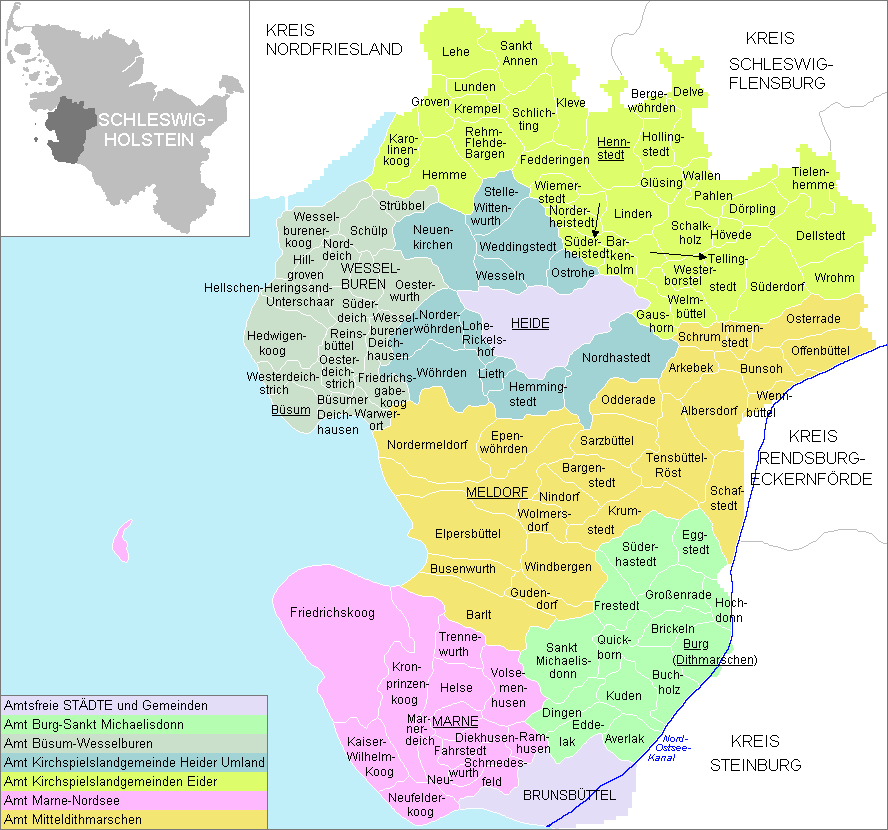
Communes de l’arrondissement

(Nombre d'habitants le 31 décembre 2010)
| Villes et communes non liées à un canton :                  | Villes et communes non liées à un canton : |
| ----------------------------------------------------------- | ------------------------------------------ |
| - 1. Brunsbüttel, Ville (13 120) - 2. Heide, Ville (20 886) |                                            |

Cantons avec leurs communes liées : (* = siège administratif)
| - 1. Amt Burg-Sankt Michaelisdonn (16 425) 1. Averlak (599) 2. Brickeln (217) 3. Buchholz (1 076) 4. Burg (Dithmarschen)* (4 237) 5. Dingen (670) 6. Eddelak (1 367) 7. Eggstedt (781) 8. Frestedt (370) 9. Großenrade (516) 10. Hochdonn (1 234) 11. Kuden (652) 12. Quickborn (205) 13. Sankt Michaelisdonn (3 635) 14. Süderhastedt (866) - 2. Amt Büsum-Wesselburen (12 881) 1. Büsum* (4 987) 2. Büsumer Deichhausen (332) 3. Friedrichsgabekoog (55) 4. Hedwigenkoog (274) 5. Hellschen-Heringsand-Unterschaar (181) 6. Hillgroven (83) 7. Norddeich (412) 8. Oesterdeichstrich (278) 9. Oesterwurth (252) 10. Reinsbüttel (437) 11. Schülp (467) 12. Strübbel (83) 13. Süderdeich (505) 14. Warwerort (292) 15. Wesselburen, ville (3 042) 16. Wesselburener Deichhausen (145) 17. Wesselburenerkoog (123) 18. Westerdeichstrich (933) - 3. Amt Kirchspielslandgemeinde Heider Umland (15 747) [siège : Heide] 1. Hemmingstedt (2 901) 2. Lieth (394) 3. Lohe-Rickelshof (2 015) 4. Neuenkirchen (1 007) 5. Norderwöhrden (281) 6. Nordhastedt (2 747) 7. Ostrohe (943) 8. Stelle-Wittenwurth (487) 9. Weddingstedt (2 264) 10. Wesseln (1 383) 11. Wöhrden (1 325) | - 4. Amt Kirchspielslandgemeinden Eider (18 703) 1. Barkenholm (175) 2. Bergewöhrden (33) 3. Dellstedt (788) 4. Delve (717) 5. Dörpling (635) 6. Fedderingen (283) 7. Gaushorn (198) 8. Glüsing (118) 9. Groven (131) 10. Hemme (544) 11. Hennstedt* (1 924) 12. Hollingstedt (318) 13. Hövede (65) 14. Karolinenkoog (120) 15. Kleve (419) 16. Krempel (625) 17. Lehe (1 063) 18. Linden (854) 19. Lunden (1 631) 20. Norderheistedt (143) 21. Pahlen (1 207) 22. Rehm-Flehde-Bargen (548) 23. Sankt Annen (321) 24. Schalkholz (592) 25. Schlichting (220) 26. Süderdorf (373) 27. Süderheistedt (577) 28. Tellingstedt (2 477) 29. Tielenhemme (130) 30. Wallen (32) 31. Welmbüttel (456) 32. Westerborstel (109) 33. Wiemerstedt (159) 34. Wrohm (718) | - 5. Amt Marne-Nordsee (13 369) 1. Diekhusen-Fahrstedt (755) 2. Friedrichskoog (2 452) 3. Helse (946) 4. Kaiser-Wilhelm-Koog (375) 5. Kronprinzenkoog (892) 6. Marne*, ville (5 825) 7. Marnerdeich (344) 8. Neufeld (620) 9. Neufelderkoog (166) 10. Ramhusen (164) 11. Schmedeswurth (206) 12. Trennewurth (263) 13. Volsemenhusen (361) - 6. Amt Mitteldithmarschen (23 667) 1. Albersdorf (3 464) 2. Arkebek (239) 3. Bargenstedt (917) 4. Barlt (795) 5. Bunsoh (895) 6. Busenwurth (292) 7. Elpersbüttel (872) 8. Epenwöhrden (798) 9. Gudendorf (415) 10. Immenstedt (96) 11. Krumstedt (532) 12. Meldorf*, ville (7 416) 13. Nindorf (1 201) 14. Nordermeldorf (628) 15. Odderade (324) 16. Offenbüttel (293) 17. Osterrade (440) 18. Sarzbüttel (731) 19. Schafstedt (1 326) 20. Schrum (74) 21. Tensbüttel-Röst (683) 22. Wennbüttel (78) 23. Windbergen (833) 24. Wolmersdorf (325) |